# Geomys breviceps
Geomys breviceps е вид бозайник от семейство Гоферови (Geomyidae).

## Разпространение
Видът е разпространен в САЩ.